# Равнинные овсянки
Равнинные овсянки (лат. Embernagra) — род воробьиных птиц из семейства танагровых, ранее помещавшийся в семейство овсянковых.

## Список видов
- Embernagra longicauda Strickland, 1844 — Длиннохвостая равнинная овсянка
- Embernagra platensis (Gmelin, 1789) — Большая равнинная овсянка